# ŽNL Splitsko-dalmatinska 2006./07.
ŽNL Splitsko-dalmatinska u sezoni 2006./07. je predstavljala prvi stupanj županijske lige u Splitsko-dalmatinskoj županiji, te ligu petog stupnja hrvatskog nogometnog prvenstva. U ligi je sudjelovalo jedanaest klubova. Prvak je postao "Jadran" iz Tučepa.   

## Sustav natjecanja
Jedanaest klubova igra dvokružnim ligaškim sustavom (22 kola, 20 utakmica po klubu).

## Momčadi
- Akademac – Split
- Hvar – Hvar
- Jadran – Supetar
- Jadran – Tučepi
- Kamen – Ivanbegovina
- Krilnik – Split
- Mladost – Donji Proložac
- Mračaj – Runović
- Omladinac – Vranjic
- Sloga – Mravince
- Tekstilac – Sinj

## Ljestvica
| Poz. | Momčad                 | U  | P  | N | I  | G+ | G– | G+/– | Bod. | Nastavak natjecanja ili ispadanje |
| ---- | ---------------------- | -- | -- | - | -- | -- | -- | ---- | ---- | --------------------------------- |
| 1.   | Jadran Tučepi (P)      | 20 | 16 | 2 | 2  | 46 | 15 | +31  | 50   | 4. HNL – Jug A                    |
| 2.   | Mladost Donji Proložac | 20 | 16 | 1 | 3  | 51 | 14 | +37  | 49   | 4. HNL – Jug A                    |
| 3.   | Sloga Mravince         | 20 | 10 | 7 | 3  | 26 | 12 | +14  | 37   |                                   |
| 4.   | Omladinac              | 20 | 10 | 3 | 7  | 43 | 22 | +21  | 33   |                                   |
| 5.   | Tekstilac Sinj         | 20 | 10 | 2 | 8  | 31 | 25 | +6   | 32   |                                   |
| 6.   | Jadran Supetar         | 20 | 7  | 5 | 8  | 19 | 23 | −4   | 26   |                                   |
| 7.   | Hvar                   | 20 | 8  | 2 | 10 | 27 | 30 | −3   | 26   |                                   |
| 8.   | Kamen Ivanbegovina     | 20 | 7  | 4 | 9  | 20 | 31 | −11  | 25   |                                   |
| 9.   | Mračaj                 | 20 | 8  | 0 | 12 | 28 | 38 | −10  | 24   |                                   |
| 10.  | Krilnik                | 20 | 3  | 1 | 16 | 8  | 45 | −37  | 10   |                                   |
| 11.  | Akademac               | 20 | 0  | 3 | 17 | 9  | 53 | −44  | 3    | Ugašen nakon natjecanja           |

## Rezultatska križaljka
| kratica | klub                   | AKA | HVAR | JADS | JADT | KAM | KRI | MLA | MRA | OML | SLO | TEK |
| --- | ---------------------- | --- | ---- | ---- | ---- | --- | --- | --- | --- | --- | --- | --- |
| AKA | Akademac Split         |     |      |      |      |     |     |     |     |     |     |     |
| HVAR | Hvar                   |     |      |      |      |     |     |     |     |     |     |     |
| JADS | Jadran Supetar         |     |      |      |      |     |     |     |     |     |     |     |
| JADT | Jadran Tučepi          |     |      |      |      |     |     |     |     |     |     |     |
| KAM | Kamen Ivanbegovina     |     |      |      |      |     |     |     |     |     |     |     |
| KRI | Krilnik Split          |     |      |      |      |     |     |     |     |     |     |     |
| MLA | Mladost Donji Proložac |     |      |      |      |     |     |     |     |     |     |     |
| MRA | Mračaj Runović         |     |      |      |      |     |     |     |     |     |     |     |
| OML | Omladinac Vranjic      |     |      |      |      |     |     |     |     |     |     |     |
| SLO | Sloga Mravince         |     |      |      |      |     |     |     |     |     |     |     |
| TEK | Tekstilac Sinj         |     |      |      |      |     |     |     |     |     |     |     |
| |                        |     |      |      |      |     |     |     |     |     |     |     |
| podebljan rezultat - utakmice od 1. do 11. kola (1. utakmica između klubova) rezultat normalne debljine - utakmice od 12. do 22. kola (2. utakmica između klubova) rezultat nakošen - nije vidljiv redoslijed odigravanja međusobnih utakmica iz dostupnih izvora rezultat smanjen * - iz dostupnih izvora nije uočljiv domaćin susreta prekrižen rezultat - poništena ili brisana utakmica p - utakmica prekinuta 3:0 p.f. / 0:3 p.f. - rezultat 3:0 bez borbe n.i. - nije igrano |                        |     |      |      |      |     |     |     |     |     |     |     |

 Izvori:

## Vanjske poveznice
- nszsd.hr - Nogometni savez Županije Splitsko-dalmatinske
- nszsd.hr, 1. ŽNL
- facebook.com, 1. ŽNL Splitsko-dalmatinske županije
- sportnet.hr forum, 1. i 2. ŽNL Splitsko-dalmatinske županije  Arhivirana inačica izvorne stranice od 27. studenoga 2021. (Wayback Machine)